# Ягодний (Кондінський район)
Я́годний (рос. Ягодный) — селище у складі Кондінського району Ханти-Мансійського автономного округу Тюменської області, Росія. Входить до складу Леушинського сільського поселення.
Населення — 710 осіб (2010, 831 у 2002).
Національний склад станом на 2002 рік: росіяни — 69 %.